# Montessori Lyceum Amsterdam

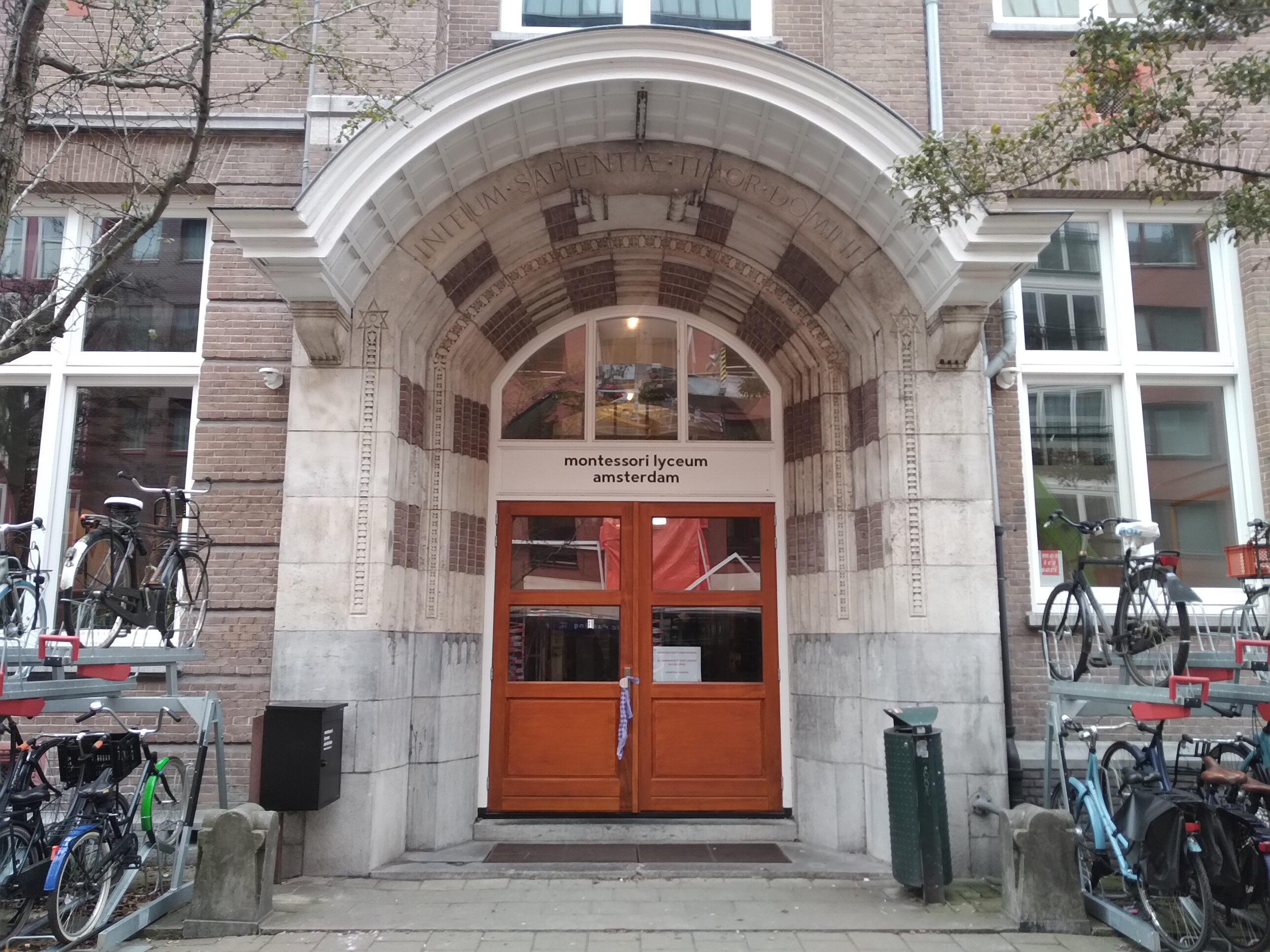
Ingang Nicolaas Maesstraat 1 (november 2021)

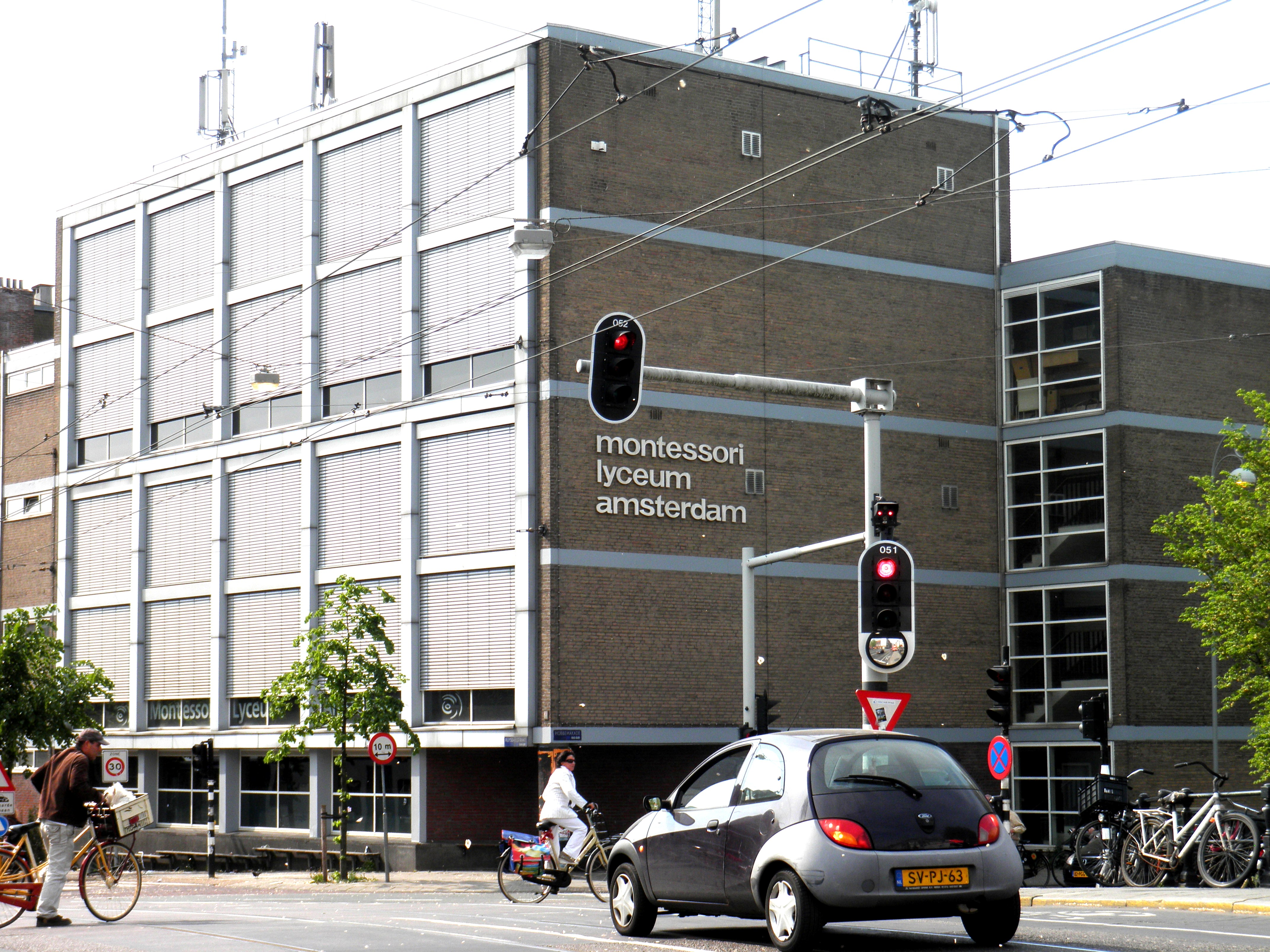
In 2020 afgebroken gebouw Montessori Lyceum, hoek Hobbemakade/ Ruysdaelstraat

Het Montessori Lyceum Amsterdam, kortweg het MLA, is een school voor voortgezet onderwijs aan de Pieter de Hoochstraat en de Hobbemakade in Amsterdam.
De school is een lyceum met de richtingen vwo (atheneum en gymnasium), havo en vmbo-t. Op de school zelf heet het mavo. In 2018 had de school 1950 leerlingen en 215 docenten. In 2009 was de grens van 1600 leerlingen gepasseerd.

## Geschiedenis
In 1928 richtte een aantal ouders de `Stichting voor Middelbaar en Voorbereidend Hooger Montessori-onderwijs' op. Op 11 september 1930 was het dan zover. Op de tweede verdieping van een woning aan de De Lairessestraat 157 begonnen vijftien leerlingen, twee directieleden en acht leraren met de lessen. Dit was een unicum aangezien Maria Montessori (die voor het eerst in 1932 kwam polsen hoe het met de school ging) zich alleen maar heeft gericht op basisschoolleeftijd.
Het tweede jaar verdubbelde het aantal leerlingen van de school waardoor ook het pand aan de overkant (De Lairessestraat 156) gehuurd moest worden.
Doordat de lesmethode op het Montessori Lyceum anders was dan men op andere scholen gewend was, heeft het geruime tijd geduurd voordat de school officieel erkend (en belangrijker: gesubsidieerd) werd. De school mocht ook niet het eindexamen afnemen. In 1940 kwam er een kleine verandering, doordat een gedeelte van de school (de meisjesschool, die in de jaren steeds meer op zichzelf stond) door de toen al in Engeland zetelende regering aangemerkt werd voor rijkssubsidie.

### Oorlogsjaren
Het Lyceum begon de oorlogsjaren vanuit een economisch wankele positie. Voorzitter van het bestuur was Hilda Gerarda de Booy-Boissevain (1877-1975) en secretaresse was Adelheid Debora Cnoop Koopmans-van Tienhoven (1893-1988), zij werd Daisy genoemd.
Om nog enigszins onder het juk van de bezetter uit te komen werd in augustus 1941 (vijf maanden na de Februaristaking) een lijst door hen opgemaakt met de namen van alle joodse kinderen en leerkrachten. De lijst werd omstreeks 11 september aan de bezetter gegeven.
Joodse leerlingen
Ze richtten het Joods Montessori Lyceum op waar deze joodse leerlingen en onderwijzers (goed voor 1/3 van de schoolpopulatie) ondergebracht werden. De school werd door prof. dr. Jan van Dam erkend. Het streven was om deze school zo parallel mogelijk te laten lopen aan het Montessorilyceum. Het Joods Montessori Lyceum werd in 1942 opgedoekt omdat er geen leerlingen en leraren meer over waren.
Op het schoolplein is een plaquette met de namen van de (oud-)leerlingen en docenten die de oorlog niet overleefden:
| - Rudi Acohen, 1922 – Auschwitz 30 september 1942 - Werner Basz, 1929 – Sobibor 9 juli 1943 - Frits Arie van Blitz, 1920 – Sobibor 2 juli 1943 - Gi Boissevain, 1921 – gefusilleerd Overveen 1 oktober 1943 - Janka Boissevain, 1920 – gefusilleerd Overveen 1 oktober 1943 - Hilda Julie Caffé, 1925 – Auschwitz 3 september 1943 - Jop Dutilh, 1919 – Indische Oceaan 19 juni 1944 - Theo van Gogh, 1920 – fusilladeplaats Rozenoord 8 maart 1945 - Rudi Goldschmidt, docent klassieke talen, 1908 – Sobibor ? - Jannie Gompertz, 1925 – Auschwitz 30 september 1942 - Lodewijk Jack Gompertz, 1928 – Bergen-Belsen 2 maart 1945 - Rosa de Groot, 1921 – Auschwitz 3 november 1942 - Jur Haak, wiskundedocent, 1891 – Sachsenhausen 30 januari 1945 - Jet Haak-van Eek, 1894 – Ravensbrück 6 december 1944 - Betty van Hess, 1922 – Sobibor 9 juli 1943 - Renée van Hessen, 1932 – Auschwitz 3 september 1942 - Michel Herman Meijer de Jong, 1925 – Pyreneeën 24 december 1944 - Herman Jacques Jordan, bestuurslid, 1877 – Wageningen 21 september 1943 | - Hans Kalker, 1918 – Auschwitz 28 september 1942 - Eddy Konijn, 1920 – Auschwitz 30 september 1942 - Els Kuyper, 1921 – IJsselmeer 8 januari 1945 - Marie Kijl, 1925 – Auschwitz 14 september 1942 - Freddy Lopes Cardozo, 1924 – Dachau 2 februari 1945 - Leo Polak, bestuurslid, 1880 – Oranienburg 9 december 1941 - Enny van Raalte, 1924 – Auschwitz 11 februari 1944 - Eddy Martin Santcroos, 1926 – Tröbitz 9 mei 1945, na de bevrijding, daar gekomen via het verloren transport - Hans Schippers, 1923 – Amsterdam 8 maart 1945 - Wim Schreuder, 1923 – Neuengamme 14 oktober 1944 - Rena Stenszewski, 1928 – Sobibor 9 juli 1943 - Benno Floris Stibbe, 1925 – Auschwitz 30 september 1942 - Bram Tas, 1921 – Oost-Europa 14 november 1942 - Bennie Veershijm, 1925 – Sobibor 23 juli 1943 - Isaac Jonathan Veershijm, 1929 – Sobibor 23 juli 1943 - Nol de Vries, 1922 – Sobibor 4 juni 1943 - Dina Louise van der Woude, 1928 – Sobibor 23 juli 1943 |

Het is opvallend dat de school zich naar de bezetter toe wel druk lijkt te maken over de financiële gevolgen van het verwijderen van joodse leerlingen, maar over de maatregel zelf geen woord spreekt. Vermoedelijk komt dit doordat er hoop was op subsidie en de directie het beste leek om niet te veel olie op het vuur te gooien. In 1941 maakte het Ministerie van Onderwijs bekend dat het Montessori Lyceum op de lijst zou worden gezet om volledig gesubsidieerd te worden en op 9 oktober van datzelfde jaar werd besloten dat het Montessori Lyceum volledig erkend was.

### Na de oorlog
Na de oorlog begon de school aan een periode van groei. In 1957 werd het weer tijd voor een verhuizing, dit keer naar de Anthonie van Dijckstraat. In de jaren 50 werd er veel geëxperimenteerd met nieuwe pedagogische ideeën. Overblijfselen hiervan zijn de werkweken en de deelscholen. Eind jaren 60 dreigde het bijna mis te gaan. Door de landelijke democratiseringsgolf ontstond een steeds luidere stem voor inspraak en informatie. Tussen september 1968 en januari 1970 speelden de conflicten in alle hevigheid op. Het kwam zelfs zo ver dat een breedgedragen plan ontstond om externe adviseurs naar het probleem te laten kijken. Ironisch genoeg zorgde het plotselinge overlijden van de rector ervoor dat de school in een volledig aangeslagen toestand raakte en in één klap terugviel naar kalm vaarwater.
In de tien jaren hierna verdubbelde het aantal leerlingen van de school naar meer dan duizend leerlingen. In deze tijd fuseerden een aantal scholen tot de Montessori Scholengemeenschap Amsterdam. In 1977 werd met het Ignatius College van gebouw geruild en kwam de school terecht op de Pieter de Hoochstraat. Dit op twee deelscholen na die, na wat omzwervingen, als dependance terechtkwamen op het Hygiëaplein. In 1999 vertrokken de laatste paters uit het patershuis, dat tot dan toe deel uitmaakte van het gebouw. Na een ingrijpende verbouwing werd in 2003 eindelijk de school herenigd tot één unilocatie.
In 2005 werd een plaquette onthuld ter nagedachtenis aan de leerlingen en leraren van het Montessori Lyceum die omkwamen tijdens de Tweede Wereldoorlog.

### 21e eeuw
In de jaren tien bleken de gebouwen onvoldoende aan te passen aan de eisen van de moderne tijd. Het kwam erop neer dat de gebouwen uit de beginperiode, onder andere het patershuis en kapel, vanwege monumentbescherming grondig gerenoveerd werden. Twee modernere vleugels dolven het onderspit, waaronder een gezichtsbepalend gebouw op de hoek van Ruysdaelstraat en Hobbemakade. Na renovatie van de oude gebouwen kwam de ingang de liggen aan de Nicolaas Maesstraat, waarop de “moderne gebouwen” werden afgebroken. Verwachting is dat de algehele herinrichting tot 2025 in beslag neemt. De ingang werd verplaatst naar  Nicolaas Maesstraat 1.

## Instroom
De schoolgids van 2005-2006 meldt dat het grootste deel van de leerlingen van Montessori basisscholen komt. Ongeveer 10% van de eersteklassers komt van andere basisscholen. Na invoering van de 'matching' in plaats van loting in 2015, waarbij er veel meer voorkeurscholen moeten worden opgegeven, kwamen er meer kinderen van niet-Montessori basisscholen op het Montessori Lyceum terecht.

## Bekende (oud-)leerlingen
- Hadassah de Boer (presentatrice)
- Manuel Broekman (acteur)
- Clovis Cnoop Koopmans (kinderrechter, vicepresident Amsterdamse rechtbank, Eerste Kamerlid voor de PvdA, PvdA-gemeenteraadslid Amsterdam, natuurbeschermer)
- Paul Cohen (documentairemaker)
- Tatum Dagelet (presentatrice)
- Taco Dibbits (museumdirecteur))
- Gabi van Driem (advocaat, feministe, schrijfster, oprichter Rechtswinkel Amsterdam, één der belangrijkste van 50 vrouwen van de eeuw)
- Candy Dulfer (saxofoniste)
- Klaas van der Eerden (cabaretier)
- Jonah Freud (culinair journalist, kookboeken schrijfster, kookboeken uitgever)
- Cyrus Frisch (regisseur)
- Theo van Gogh (in de oorlog omgekomen verzetsstrijder, oom van de vermoorde filmregisseur Theo van Gogh).
- Jasper Gottlieb (acteur)
- Marius Gottlieb (acteur)
- Huba de Graaff (componist)
- Sallie Harmsen (actrice)
- Herman Hertzberger (architect, ook van de nieuwbouw in de jaren 20 van de 21e eeuw)
- Judith Herzberg (schrijfster)
- Ernst Jansz (singer-songwriter, schrijver)
- Johan van der Keuken (filmmaker en fotograaf)
- Herman Koch (schrijver) – Zijn debuutroman Red ons, Maria Montanelli (1989) heeft betrekking op zijn schoolperiode aan het Montessori Lyceum[3]
- Caro Lenssen (actrice)
- Joram Lürsen (filmregisseur)
- Nada van Nie (presentatrice, actrice en zangeres)
- Trijntje Oosterhuis (zangeres)
- Tjeerd Oosterhuis (producent)
- Chaja Polak (schrijfster)
- Mance Post (illustratrice)
- Adriaan Rees (kunstenaar)
- Victor Reinier (acteur)
- Mark Rietman (acteur)
- Mirjam Rotenstreich (schrijfster)
- Felix Rottenberg (oud-voorzitter PvdA)
- Kietje Sewrattan (actrice)
- Marleen Stikker (directeur Waag)
- Sarah Sylbing (documentairemaker, hoofdredacteur VPRO)
- Abram de Swaan (emeritus hoogleraar sociologie)
- Quinty Trustfull-Van den Broek (tv-presentatrice)
- Gunay Uslu (staatssecretaris Cultuur en Media voor D66)
- Eric Vaarzon Morel (flamencogitarist)
- Willemijn Veenhoven (radio- en tv-presentatrice)
- Willem Voogd (acteur)
- Anne-Ruth Wertheim (biologiedocent, publicist en activist)
- Aukelien Weverling (schrijfster)
- Joy Wielkens (zangeres)

## Samenwerking
De school werkt samen met drie andere montessorischolen in Amsterdam in de Montessori Scholengemeenschap Amsterdam. Deze zijn:
- Montessori College Oost
- Individueel Voortgezet Kunstzinnig Onderwijs (IVKO)
- Metis Montessori Lyceum

Leerlingen van de Montessoribasisscholen in de omgeving hebben voorrang om op deze school te komen. Via de Kernprocedure Amstelland wordt namelijk de toegang tot de school geregeld en de school is populair.